# ACミラン (女子)
ACミラン（AC Milan）は、ミラン・フェンミニーレ（Milan Femminile）またはACミラン・ウィメン（AC Milan Women）とも呼ばれる、イタリア・ミラノを本拠とする女子サッカークラブである。

## 歴史
2018年6月11日、男子サッカークラブのACミランが女子セリエAに所属するACFブレッシャ・カルチョ・フェンミニーレのライセンスを買い取り、ミランの女子部門が設立された。セリエAで得点王を12度獲得し、イタリアサッカー殿堂の女子サッカー選手部門初代受賞者である元イタリア女子代表選手のカロリーナ・モラーチェを監督として招聘。また、ブレッシャの主力であったFWヴァレンティーナ・ジャチンティやFWダニエーラ・サバティーノなどを獲得した。初年度の2018-19シーズンは3位に入り、ジャチンティは21得点を挙げ得点王、サバティーノはそれに次ぐ17得点を挙げた。
監督のモラーチェは1年でクラブを退団し、2019年6月25日にマウリツィオ・ガンツが2年契約で新たに監督に就任した。

## 成績
| 2018-19 | セリエA | 3位 | コッパ・イタリア | ベスト4 |     |          |
| 2019-20 | セリエA | 3位 | コッパ・イタリア | ベスト8 |     |          |
| 2020-21 | セリエA | 2位 | コッパ・イタリア | 準優勝  |     |          |
| 2021-22 | セリエA | 3位 | コッパ・イタリア | ベスト4 | WCL | 予選敗退 |
| 2022-23 | セリエA | 3位 | コッパ・イタリア | ベスト4 |     |          |
| 2023-24 | セリエA | 6位 | コッパ・イタリア | ベスト4 |     |          |
| 2024-25 | セリエA | 5位 | コッパ・イタリア | ベスト8 |     |          |

## 現所属メンバー
2024年10月14日現在
注：選手の国籍表記はFIFAの定めた代表資格ルールに基づく。
| No. | Pos. |                | 選手名                           |
| --- | ---- | -------------- | -------------------------------- |
| 1   | GK   | イタリア       | ラウラ・ジュリアーニ             |
| 2   | DF   | フィンランド   | エンマ・コイヴィスト             |
| 5   | MF   | イタリア       | ヴァレンティーナ・チェルノーイア |
| 6   | DF   | イタリア       | ナディン・ソレッリ               |
| 7   | FW   | イタリア       | グローリア・マリネッリ           |
| 9   | FW   | デンマーク     | ナディア・ナディム               |
| 10  | FW   | ポーランド     | 二コラ・カルチェフスカ           |
| 11  | MF   | スコットランド | クリスティ・グリムショー         |
| 12  | MF   | イタリア       | マルタ・マスカレッロ             |
| 13  | DF   | ジャマイカ     | アリソン・スワビー               |
| 14  | MF   | スペイン       | シルビア・ルビオ                 |
| 15  | FW   | セルビア       | サラ・ストキッチ                 |
| 17  | MF   | イタリア       | ヴァレリ・ヴィジルッチ           |
| 18  | FW   | イタリア       | モニカ・レンゾッツィ             |

| No. | Pos. |              | 選手名                     |
| --- | ---- | ------------ | -------------------------- |
| 19  | FW   | スウェーデン | エヴリン・イェ             |
| 20  | MF   | イタリア     | アンジェーリカ・ソッフィア |
| 21  | FW   | フィンランド | オーナ・セヴェニウス       |
| 22  | GK   | イタリア     | ノエミ・フェデーレ         |
| 23  | DF   | イタリア     | ジュリー・ピガ ()          |
| 24  | FW   | フランス     | エムリーヌ・ロラン         |
| 25  | DF   | ポーランド   | マウゴジャータ・メシャシュ |
| 27  | MF   | イタリア     | エリン・チェザリーニ       |
| 28  | FW   | イタリア     | ジョルジャ・アッリゴーニ   |
| 29  | FW   | イタリア     | カレン・アッピアー         |
| 32  | GK   | オランダ     | セレナ・バブ               |
| 73  | DF   | イタリア     | パオラ・ザニーニ           |
| 99  | FW   | オランダ     | ションテ・ドンピフ         |

## 歴代監督
- カロリーナ・モラーチェ（英語版） 2018-2019
- マウリツィオ・ガンツ 2019-2023
- ダヴィデ・コルティ 2023-2024
- スザンヌ・バッカー（オランダ語版） 2024-

## 歴代所属選手
- 長谷川唯 2021
- コソヴァレ・アスラニ 2022-2024